# IC 1069
IC 1069 ist eine linsenförmige Galaxie vom Hubble-Typ S0 im Sternbild Bärenhüter am Nordsternhimmel. Sie ist schätzungsweise 510 Millionen Lichtjahre von der Milchstraße entfernt.
Das Objekt wurde am 8. April 1888 von Lewis Swift entdeckt.